# Мароња (Варезе)
Мароња је насеље у Италији у округу Варезе, региону Ломбардија.
Према процени из 2011. у насељу је живело 26 становника. Насеље се налази на надморској висини од 298 м.